# Lescurry
Lescurry é uma comuna francesa na região administrativa de Occitânia, no departamento dos Altos Pirenéus. Estende-se por uma área de 5,02 km². Em 2010 a comuna tinha 173 habitantes (densidade: 34,5 hab./km²).